# هاكوب مارتايان
هاكوب مارتايان (بالتركية: Agop Dilaçar) (بالتركية:Hagop Martayan) (بالأرمنية:Յակոբ Մարթայեան)، من مواليد 22 مايو 1895، وتوفي بتاريخ 12 سبتمبر 1979. هو لغوي وكاتب تركي من أصل أرميني، يقال: كان يجيد عددًا من اللغات، منها الأرمينية والإنجليزية والروسية واليونانية وغيرها.

## الموقع الخارجي
- Dilaçar's biography (التركية)